# Археологический музей Бурсы
Археологический музей Бурсы (тур. Bursa Arkeoloji Müzesi) — археологический музей в городе Бурса в Турции. Основан в 1902 (либо в 1904) году и является одним из первых археологических музеев Турции. Общий фонд музея насчитывает более 25 000 единиц хранения, 2000 из которых представлены в четырёх залах постоянной экспозиции — это предметы, найденные при раскопках в Бурсе и её окрестностях от периода среднего миоцена до конца византийского периода, а также прочие предметы, которые попали музейную коллекцию путем покупки, дарения, конфискации и передачи.
Современное здание музея площадью 3500 м² расположено в Парке культуры Бурсы. Оно построено в 1972 году, в 2010—2013 годах проводилась его реконструкция